# 백양초등학교 (전남)
백양초등학교는 대한민국 전라남도 고흥군에 있는 공립 초등학교이다.

## 학교 연혁
- 2020. 01. ??   제 79회 졸업식 5명졸업(예정)
- 2019. 01. 06   제 78회 졸업식 4명졸업
- 2018. 02. 14	제 77회 졸업식 4명졸업(총 5,530)
- 2017. 02. 17	제 76회 졸업식 3명 졸업(총 5,526)
- 2016. 09. 01	제 28대 이율관 교장선생님 취임
- 2016. 02. 19	제75회 졸업식 7명 졸업(총 5,523명)
- 2015. 02. 13	제74회 졸업식 2명 졸업(총 5,516명)
- 2014. 09. 01	제 27대 송명기 교장선생님 취임
- 2014. 02. 14	제73회 졸업식 6명 졸업(총 5,514명)
- 2013. 02. 15	제72회 졸업식 12명 졸업(총 5,508명)
- 1999. 09. 01	덕흥초등학교 통폐합
- 1990. 09. 06	동일면으로 위치변경 승인
- 1970. 03. 01	덕흥국민학교 독립 분리
- 1960. 03. 01	23학급 인가(최다학급)
- 1936. 05. 06	백양 공립 심상소학교 개교

## 참고 자료
- 백양초등학교 - 한국교육학술정보원 학교알리미